# Жупеча Вас
Жупеча Вас (словен. Župeča vas) — поселення в общині Брежиці, Споднєпосавський регіон, Словенія. Висота над рівнем моря: 153,2 м.